# بيروني (مدينة)
بيروني (بالأوزبكية: Beruniy/Беруний)‏‎ و (بالروسية: Беруни) هي مدينة صغيرة في قرقل باغستان بأوزبكستان. وهي تقع على الضفة الشمالية نهر جيحون (آمو داريا) قرب حدود أوزبكستان مع تركمانستان. والمدينة هي مقر مركز بيروني.
تاريخيا، كانت بيروني معروفة باسم «كاث»، وحتى عام 1957 عرفت باسم شوبوس. في عام 1957 تم تغيير اسمها إلي بيروني تكريماً للعالم والموسوعي أبو الريحان البيروني.
بيروني تعد مدينة صناعية هامة في قرقل باغستانن. فهي موطن لمصنع الأسفلت، مصنع الطوب، ومصنع القطن، ومصنع الأحذية. وهناك أيضا عدد كبير من مصانع النسيج.

## التاريخ
تاريخيا، كانت بيروني عاصمة خوارزم، وفي ذلك الوقت كانت تعرف باسم «كاث». خضعت المدينة للعديد من التغييرات في الاسم، منها فييل وشوبوس. في عام 1957، تم تغيير اسمها إلي «بيروني» تكريما للعالم والموسوعي أبو الريحان البيروني الذي ولد ونشأ في المدينة. وفي عام 1969، غمر فيضان لنهر جيحون (آمو داريا) ضفافه. مما خلف ضررا شديدا لعدة مباني في بيروني، إلا أنه قد تم إصلاحها بسرعة.

## جغرافية
تقع بيروني على الضفة الشمالية لنهر جيحون (آمو داريا) قرب الحدود أوزبكستان مع تركمانستان. عن طريق البر 936 كيلومتر (582 ميل) غرب طشقند و55.6 كيلومتر (34.5 ميل) شمال شرق خيوة.